# Or All the Seas with Oysters
„Or All the Seas with Oysters” este o povestire științifico-fantastică a scriitorului american Avram Davidson. A apărut pentru prima dată în numărul din mai 1958 al revistei Galaxy Science Fiction și a câștigat premiul Hugo pentru cea mai bună povestire în 1958. Considerată una dintre cele mai cunoscute povestiri ale lui Davidson, ea a fost inclusă de mai multe zeci de ori în antologii și colecții de povestiri.

## Rezumat
Marcat de faptul că nu există niciodată destui pini, dar întotdeauna există prea multe umerașe pentru haine, un proprietar al unui magazin de biciclete începe să speculeze despre paralelele posibile dintre obiectele naturale și cele artificiale (create de om).

## Vezi și
- 1958 în științifico-fantastic